# Templo da Fortuna Equestre
O Templo da Fortuna Equestre (em latim: Aedes Fortunae Equestris) era um templo dedicado à deusa romana Fortuna na Roma Antiga. Sua localização exata é desconhecida, mas Vitrúvio (3.3.2) afirma que ele ficava perto do Teatro de Pompeu ou do Teatro de Marcelo. Não existem evidências dele depois de 22, o que provavelmente significa que ele foi destruído pelo incêndio em 21, que também danificou o Teatro de Pompeu.

## História
O Templo da Fortuna Equestre foi construído por Quinto Fúlvio Flaco para cumprir um juramento feito à Fortuna em troca da ajuda dela durante sua campanha na Hispânia em 180 a.C.. Flaco recebeu permissão para celebrar um triunfo por sua vitória sobre os celtiberos e construiu o templo como agradecimento. O termo "Equestre" é uma referência à ordem equestre, que foram considerados essenciais para a vitória romana. Flaco dedicou-o em 13 de agosto de 173 a.C., durante seu mandato como censor.
O teto de mármore de seu novo templo foi saqueado de um outro, mais antigo, dedicado a Templo de Juno Lacínia, em Crotona, o que provocou escândalo no Senado, não só por que o censor (responsável pela moral pública) havia demolido parcialmente um templo de um aliado romano, mas por atrair para Roma a fúria dos deuses. O Senado ordenou que ele enviasse o teto de volta a Crotona e que restaurasse o templo que ele danificou.

## Localização
| Planimetria do Campo de Marte meridional |
| --- |
| Tibre Navália Circo Flamínio Teatro de Marcelo T. de DianaC T. da Piedade T. de Jano T. de Juno T. de Spes Templo de Belona Templo de Apolo Sosiano Templo de Júpiter Estator Templo de Juno Regina Pórtico de Otávia Portico de Filipo T. de Hércules Portico de Otávio Teatro de Balbo Cripta de Balbo Portico de Minúcio T. das Ninfas Diribitório T. de Juturna T. da Fortuna T. de Ferônia T. dos Lares Permarinos Cúria de Pompeu Portico de Pompeu Teatro de Pompeu Templo da Vênus Victrix Templo de Marte Santuário de Hércules Grande Vigia Templo de Castor e Pólux Ponte Fabrício Ilha Tiberina Pórtico dos Máximos T. de Netuno Pórtico dos Deuses Vila Pública Hecatostilo T. da Fortuna Equestre Anfiteatro de Estacílio Tauro (?) |